# Castillo Balgonie
El castillo Balgonie es una edificación ubicada en la orilla sur del río Leven, a 4 kilómetros (2.2 millas) al este de Glenrothes, en el concejo de Fife en Escocia. El castillo pudo ser construido en el siglo XIV, conteniendo estructuraciones añadidas hasta el siglo XVIII.

## Historia
Las tierras donde se construyó el castillo eran posesión del clan Sibbald desde al menos el año 1246. Probablemente en la década de 1360, los Sibbald construyeron un patio fortificado, con una casa torre. Las tierras y el castillo fueron dejados a una hija, quien se casó con Sir Robert Lundie, quien extendió el castillo en 1496, después de su nombramiento como Lord Alto Tesorero de Escocia. Construyó asimismo una gama de edificios de dos pisos al este de la torre del homenaje, ampliando el alojamiento con una sala larga y un solar. El castillo recibió la visita de Jacobo IV de Escocia el 20 de agosto de 1496.
En 1635 el castillo fue adquirido por Alexander Leslie, un militar escocés que había luchado por el ejército sueco durante la Guerra de los Treinta Años, llegando al rango de mariscal de campo. Suyas son algunas de las reparaciones y adiciones del castillo, pues agregó un edificio de dos pisos en la esquina sureste del patio.
Las siguientes adiciones fueron llevadas a cabo por John Leslie, séptimo conde de Rothes. Con la ayuda de John Mylne Jr., el maestro albañil del rey, construyó una gran escalera que unía la torre del homenaje y el rango norte, donde anteriormente se encontraba un puente de madera. A su muerte en 1681, David Melville heredó el castillo, junto con el condado de Leven. Idea suya fue también agregar una serie de edificios en 1706, concretamente una sección de tres pisos que une el rango norte con el bloque sureste. 
Rob Roy MacGregor capturó el castillo Balgonie durante una redada en 1716, aunque pronto fue devuelto a los Melville. David Melville, sexto conde de Leven, hizo mejoras menores en la década de 1720, incluida la inserción de ventanas de guillotina.
En 1824, el castillo fue vendido a James Balfour de Whittingehame, padre de James Maitland Balfour y abuelo de Arthur James Balfour, quien se desempeñó como primer ministro británico de 1902 a 1905. No pudo detener la descomposición que avanzaba, y a mediados del siglo XIX quitaron los techos para evitar pagar impuestos sobre la propiedad. Tras varios años de dejadez y vandalismo, en 1971 comenzó la restauración del castillo, entonces propiedad de David Maxwell. El trabajo continuó durante las décadas de 1970 y 1980, con la ayuda de fondos europeos como parte del Año Europeo del Patrimonio Arquitectónico, en 1975. La torre del homenaje y la capilla fueron completamente restauradas, y está habitable, siendo de uso privado, si bien mantiene zonas abiertas al público.

## Arquitectura
En la actualidad, se mantiene como puerta de ingreso al castillo la entrada original construida en el siglo XV. Entre los restos en semirruinas se puede apreciar una sala de guardia y un pequeño calabozo.
La planta baja y los primeros pisos de la fortaleza están abovedados. El primer piso contiene el pasillo, que inusualmente no tenía una gran chimenea. Originalmente, se accedía a través de una escalera de madera móvil, antes de la construcción de la actual escalera de piedra. Sobre el pasillo hay dos pisos más, cada uno con chimenea y conectados por una escalera de mano. La fortaleza está coronada por un techo inclinado con aguilones escalonados. En el exterior, el paseo del parapeto y los caños de los cañones son de origen del siglo XVII y contemporáneos con las ventanas ampliadas.

## Leyendas
El castillo también ha sido escenario de apariciones fantasmales. Se dice que un espectro, apodado Green Jeanie, es el fantasma de uno de los ocupantes de Lundie. También se ha dicho que se ve a un soldado del siglo XVII, un perro y un hombre encapuchado. Se encontró un esqueleto en el piso del gran salón, durante las reformas de 1912.